# Kai Birger Knudsen
Kai Birger Knudsen (* 25. Juni 1903 in Vardø, Finnmark; † 3. März 1977) war ein norwegischer Politiker der Arbeiderpartiet, der unter anderem zwischen 1952 und 1954 Justiz- und Polizeiminister sowie von 1954 bis 1955 Verteidigungsminister Norwegens war.

## Leben
Kai Birger Knudsen, Sohn des Kämmerers Kai Angell Knudsen und dessen Ehefrau Julie Huse, begann 1922 ein Studium der Rechtswissenschaften, das er 1926 als Candidatus juris abschloss. Er erhielt daraufhin seine anwaltliche Zulassung beim Obersten Gerichtshof (Overrettssakfører) und war danach zunächst zwischen 1926 und 1927 Rechnungsprüfer der Kommune Haugesund. Im Anschluss war er von 1928 bis 1930 stellvertretender Richter am Magistratsgericht von Heddal sowie daraufhin zwischen 1930 und 1935 Anwaltsvertreter (Advokatfullmektig) in Notodden, ehe er zwischen 1935 und 1945 in Nottoden als Rechtsanwalt eine eigene Anwaltskanzlei führte. 1945 wurde ihm die Tapferkeitsmedaille verliehen.
Knudsen war zwischen 1945 und 1949 für die Arbeiterpartei stellvertretendes Mitglied der Storting. Er war daneben zwischen 1945 und 1946 Bürgermeister von Notodden sowie stellvertretender Richter am Magistratsgericht für Tinn und Heddal. Im Anschluss fungierte er von 1946 bis 1948 als Leiter des Büros des Bürgerbeauftragten (Riksmekleren) Paal Berg sowie danach zwischen 1948 und 1952 Staatssekretär von Ministerpräsident (Statsminister) Einar Gerhardsen. Er fungierte zwischen 1950 und 1975 als Vorstandsvorsitzender des Arbeitsamtes (Arbeidsdirektoratet) sowie Vorsitzender des Ausschusses für Seeleute (Sjømannsnemnda).
Nach dem Rücktritt von O. C. Gundersen übernahm er am 20. Dezember 1952 den Posten als kommissarischer Justiz- und Polizeiminister (Konstituert statsråd, Justis- og politidepartementet) in der Regierung Torp und behielt dieses Amt bis zum 15. Juni 1954, woraufhin Gustav Sjaastad sein Nachfolger wurde. Er selbst wurde im Rahmen der Kabinettsumbildung am 15. Juni 1954 Nachfolger von Nils Langhelle als Verteidigungsminister Norwegens (Statsråd, Forsvarsdepartementet). Dieses Amt hatte er bis zum Ende der Regierungszeit von Ministerpräsident Oscar Torp am 22. Januar 1955 inne. Nach seinem Ausscheiden aus der Regierung war er außerdem zwischen 1955 und 1973 Richter am Bezirksgericht (Indre Follo tingrett) sowie des Weiteren Vorsitzender des Nationalen Ausschusses für Löhne (Rikslønnsnemnda)